# Jan Niepomniaszczi
Jan Aleksandrowicz Niepomniaszczi, ros. Ян Александрович Непомнящий (ur. 14 lipca 1990 w Briańsku) – rosyjski szachista, arcymistrz od 2007 roku; wicemistrz świata w szachach (2021 i 2023).

## Kariera szachowa
Jest wielokrotnym medalistą mistrzostw świata i juniorów w różnych kategoriach wiekowych, w tym czterokrotnie złotym: Kallithea 2000 (ME do lat 10), Kalithea 2001 (ME do lat 12), Peniscola 2002 (ME do lat 12) i Heraklion 2002 (MŚ do lat 12).
W 2003 zwyciężył w memoriale Tigrana Petrosjana w Moskwie oraz w kołowym turnieju w Kiriszi, w 2004 zajął I m. w mistrzostwach Rosji juniorów do lat 18, osiągnął również najlepszy indywidualny wynik spośród zawodników swojego kraju (5 pkt z 6 partii) podczas meczu Rosji z Chinami. W 2005 zwyciężył w Tomsku, a w następnym roku podzielił w tym mieście II m. (za Pawłem Smirnowem, wspólnie z Dmitrijem Boczarowem). W 2006 zajął również II m. (za Iwanem Popowem) w turnieju młodych mistrzów w Kiriszi, natomiast w 2007 w turnieju tym podzielił I m. (wspólnie z Zawenem Andriasianem, Parimarjanem Negi i Raufem Mamedowem) oraz zajął II m. (za Michałem Krasenkowem) w turnieju Corus-C w Wijk aan Zee. W 2008 osiągnął największy sukces w dotychczasowej karierze, samodzielnie zwyciężając w otwartym turnieju Aerofłot Open (wynik rankingowy 2822) i zdobywając prawo do udziału w elitarnym turnieju Dortmunder Schachtage w Dortmundzie. W 2008 w turnieju tym podzielił II m. (za Peterem Leko, wspólnie z Wasilijem Iwanczukiem, Szachrijarem Mamediarowem i Janem Gustafssonem). W 2010 osiągnął duży sukces, zdobywając w Rijece tytuł indywidualnego mistrza Europy, zajął również II m. (za Wasylem Iwanczukiem) w memoriale José Raúla Capablanki w Hawanie oraz zdobył (po dogrywce) tytuł indywidualnego mistrza Rosji. W 2015 zwyciężył (wspólnie z Daniiłem Dubowem) w turnieju Aerofłot Open w Moskwie.
W 2021 zwyciężył w Turnieju Pretendentów, dzięki któremu wystąpił w meczu o mistrzostwo świata w listopadzie 2021. Przegrał z Magnusem Carlsenem stosunkiem punktów 3½–7½.
W grudniu 2021 zajął drugie miejsce w mistrzostwach świata w szachach szybkich organizowanych w Warszawie, gdzie w dogrywce przegrał z Nodirbekiem Abdusattorovem.
W 2022 ponownie zwyciężył w Turnieju Pretendentów i miał ponownie zagrać z Magnusem Carlsenem o tytuł mistrza świata. Magnus Carlsen zrezygnował jednak z obrony tytułu, tym samym Niepomniaszczi zmierzył się z Dingiem Lirenem.
30 października 2022 w finale o tytuł Mistrza Świata w Szachach Fischera zmierzył się z Hikaru Nakamurą i w dogrywce przegrał. Końcowo zajął drugie miejsce przed Magnusem Carlsenem.
W 2023 roku przegrał w meczu o mistrzostwo świata w szachach klasycznych z Dingiem Lirenem.
Reprezentant Rosji w turniejach drużynowych, m.in.:
- dwukrotnie na olimpiadach szachowych (w latach 2010, 2014); dwukrotny medalista: indywidualnie – dwukrotnie brązowy (2010 – na I szachownicy, 2014 – na V szachownicy)[15],
- dwukrotnie na drużynowych mistrzostwach świata (w latach 2011, 2013); trzykrotny medalista: wspólnie z drużyną – złoty (2013) oraz indywidualnie – dwukrotnie złoty (2011 – na III szachownicy, 2013 – na IV szachownicy)[16],
- na drużynowych mistrzostwach Europy (w roku 2011)[17].

Najwyższy ranking w dotychczasowej karierze osiągnął 1 marca 2023, z wynikiem 2795 punktów.
W kwietniu 2024 zajął trzecie miejsce w Turnieju pretendentów 2024 z wynikiem 8,5 pkt. (0,5 punktu za zwycięzcą, Gukeshem Dommaraju).